# Kurt Schreibmayer
Kurt Schreibmayer (* 30. Oktober 1953 in Klagenfurt) ist ein österreichischer Kammersänger (Tenor).

## Leben
Schreibmayer besuchte die Volksschule in Gurnitz und absolvierte nach der Hauptschule die Kellnerlehre im Hotel Moser Verdino in Klagenfurt.
Seine musikalische Ausbildung begann im Alter von acht Jahren mit dem Akkordeonunterricht. Mit 15 Jahren wurde er Mitglied des Kirchenchores und Männergesangsvereins Gurnitz und gründete später einen eigenen Jugendchor.
1975 begann er sein Studium an der Grazer Musikhochschule und erhielt bereits zwei Jahre später seinen ersten festen Jahresvertrag am Opernhaus Graz. 1978 erfolgte seine Aufnahme an der Volksoper Wien und 1992 an der Wiener Staatsoper.
Gastengagements führten ihn an die ersten Opernhäuser, wie etwa nach Berlin, Brüssel, Düsseldorf, Essen, Hamburg, München, Palermo, Sydney und Zürich. Weitere Engagements erhielt er zu den Bregenzer Festspielen, zum Glyndebourne Festival Opera, zu den Seefestspielen Mörbisch und zu den Salzburger Festspielen. Zudem war er von 1986 bis 1992 bei den Bayreuther Festspielen engagiert. Schreibmayer absolvierte Konzerttourneen durch Amerika, China, Japan und Russland, hatte zahlreiche Fernsehauftritte und gab mehrere Benefizkonzerte mit seinen Freunden aus der Wiener Volksoper in seiner Heimatgemeinde Ebenthal in Kärnten.
Er hat regelmäßig mit namhaften Dirigenten wie Christoph von Dohnányi, James Levine, Kent Nagano, Donald Runnicles, Peter Schneider, Giuseppe Sinopoli oder Horst Stein zusammengearbeitet und wirkte in Inszenierungen von Adolf Dresen, Götz Friedrich, Christine Mielitz, Hans Neuenfels und Adolf Rott mit.

## Repertoire (Auswahl)

### Oper
- Peter Grimes in „Peter Grimes“ von Benjamin Britten
- Herzog von Parma in „Doktor Faust“ von Ferruccio Busoni
- Offizier in „Cardillac“ von Paul Hindemith
- Knusperhexe in „Hänsel und Gretel“ von Engelbert Humperdinck
- Luka in „Aus einem Totenhaus“ von Leoš Janáček
- Jupiter in „Orpheus in der Unterwelt“ von Jacques Offenbach
- Sergei in „Lady Macbeth von Mzensk“ von Dmitri Schostakowitsch
- Christobald in „Irrelohe“ von Franz Schreker
- Hans in „Die verkaufte Braut“ von Bedřich Smetana
- Aegisth in „Elektra“ von Richard Strauss
- Lohengrin in „Lohengrin“ von Richard Wagner
- Pedro in "Tiefland" von Eugen d'Albert
- Wenzel Strapinski in "Kleider machen Leute" von Alexander Zemlinsky
- Babinsky in "Schwanda, der Dudelsackpfeifer" von Jaromir Weinberger
- Fra Diavolo in "Fra Diavolo" von Daniel Auber
- Max in „Der Freischütz“ von Carl Maria von Weber
- König in „König Kandaules“ von Alexander Zemlinsky
- Fürst W.Schuiskij in Boris Godunow von Modest Mussorgski
- Gier in "Antonia und der Reißteufel" von Christian Kolonovits

### Operette
- Paul Aubier und Théophil in „Der Opernball“ von Richard Heuberger
- Feri in „Die Csárdásfürstin“ von Emmerich Kálmán
- Danilo und Baron Mirko Zeta in „Die lustige Witwe“ von Franz Lehár
- Symon in „Der Bettelstudent“ von Carl Millöcker
- Baron von Gondremark in „Pariser Leben“ von Jacques Offenbach
- Eisenstein und Frank in „Die Fledermaus“ von Johann Strauss
- Sándor Barinkay in „Der Zigeunerbaron“ von Johann Strauss
- Lotteringhi in „Boccaccio“ von Franz von Suppè
- Adam in „Der Vogelhändler“ von Carl Zeller
- Prinz Sergej Wladimir in "Die Zirkusprinzessin" von Emmerich Kálmán
- Cecil McScott in "Axel an der Himmelstür" von Ralph Benatzky
- Kurt Breuel (Graf Ulrich von Kürenberg) in "Lass uns die Welt vergessen - Volksoper 1938" von Benesch/Kagarlitsky
- Fürst Populescu in "Gräfin Mariza" von Emmerich Kálmán

### Musical
- Tony in „West Side Story“ von Leonard Bernstein
- Georges in „La Cage aux Folles“ von Jerry Herman
- Henry Higgins und Oberst Pickering in „My Fair Lady“ von Frederick Loewe
- Fred Graham und Harrison Howell in „Kiss Me, Kate“ von Cole Porter
- Kapitän Georg von Trapp in „The Sound of Music“ von Richard Rodgers
- Richter Turpin in "Sweeney Todd" von Steven Sondheim

## Auszeichnungen
- 1995: Ernennung zum Kammersänger[3]
- 2009: Verleihung der Ehrenbürgerschaft von Ebenthal in Kärnten[3]
- 2018 : Ehrenmitglied der Volksoper Wien